# Linus Sundström
Linus Sundström (ur. 28 października 1990 w Aveście) – szwedzki żużlowiec.

## Życiorys
Drużynowy mistrz Europy juniorów w sezonie 2008. W sezonie 2013 zadebiutował w cyklu Grand Prix startując z dziką kartą w Grand Prix Szwecji. Zawody ukończył na 12 miejscu zdobywając 6 pkt.
Złoty medalista drużynowych mistrzostw Polski w sezonie 2014, w barwach klubu Stal Gorzów Wielkopolski. Uznawany za jednego z głównych autorów sukcesu dzięki doskonałym występom w fazie play-off.
W sezonie 2017 ponownie został medalistą drużynowych mistrzostw Polski zdobywając brązowy medal razem z drużyną Stali Gorzów. Wystartował również w Grand Prix Szwecji w Malilli, gdzie zdobył 2 punkty i zajął 15 pozycję. W tym samym roku wziął również udział w drużynowych mistrzostwach świata zdobywając 8 punktów w półfinale w Vastervik oraz 4 w finale w Lesznie.
Na sezon 2018 ponownie podpisał kontrakt z zespołem Stali Gorzów. W 10 meczach odjechał 40 wyścigów zdobywając 37 punktów i 11 bonusów, co złożyło się na średnią biegową równą 1,200 punktu.
W roku 2019 miał startować w barwach Stali Rzeszów, lecz po tym jak klub nie otrzymał licencji na sezon przeniósł się do Row-u Rybnik. W lidze szwedzkiej wystartuje w zespole Piraterny Motala, a w niższej klasie rozgrywkowej w tymże kraju (Allsvenskan) reprezentować będzie VIP Speedway.
Jego średnia w tym roku wyniosła 1,694 w lidze polskiej (75 punktów w 49 biegach), co dało mu 24. miejsce w zestawieniu najlepszych zawodników ligi. W szwedzkiej Elitserien zdobywał średnio 1,397 punktu na wyścig (52. miejsce z 65 sklasyfikowanych). W ostatniej fazie sezonu odnosił duże sukcesy w turniejach indywidualnych – zwyciężył w Krsko, zajął także drugie miejsca na torze w Pradze (memoriał im. Lubosa Tomicka) oraz w Debreczynie.
Na krótko przed końcem roku, w Gdańsku w czasie memoriału im. Henryka Żyto odniósł poważny wypadek, złamał kość udową oraz rękę. Po dwóch tygodniach spędzonych w szpitalach w Polsce, Szwed wrócił do ojczyzny i potwierdził, że na sezon 2020 będzie w pełni gotowy. Wraz z otwarciem okienka transferowego w listopadzie ogłoszono, że jego nowym klubem w lidze polskiej będzie SK Lokomotīve Dyneburg.

## Starty w Grand Prix (indywidualnych mistrzostwach świata na żużlu)

### Punkty w poszczególnych zawodachGrand Prix
| Sezon 2010                   |                       |                        |                      |                                |                                 |                                |                                 |                                 |                       |                        |                          |         |         |         |         |         |         |         |         |         |         |        |        |        |        |        |        |        |        |        |        |        |
| GP Europy – Leszno           | GP Szwecji – Göteborg | GP Czech – Praga       | GP Danii – Kopenhaga | GP Polski – Toruń              | GP Wielkiej Brytanii – Cardiff  | GP Skandynawii – Målilla       | GP Chorwacji – Gorican          | GP Nordyckie – Vojens           | GP Włoch – Terenzano  | GP Polski – Bydgoszcz  | miejsce                  | miejsce | miejsce | miejsce | miejsce | miejsce | miejsce | miejsce | miejsce | miejsce | miejsce | punkty | punkty | punkty | punkty | punkty | punkty | punkty | punkty | punkty | punkty | punkty |
| –                            | –                     | –                      | –                    | –                              | –                               | 1                              | –                               | –                               | –                     | –                      | 27                       | 27      | 27      | 27      | 27      | 27      | 27      | 27      | 27      | 27      | 27      | 1      | 1      | 1      | 1      | 1      | 1      | 1      | 1      | 1      | 1      | 1      |
| Sezon 2013                   |                       |                        |                      |                                |                                 |                                |                                 |                                 |                       |                        |                          |         |         |         |         |         |         |         |         |         |         |        |        |        |        |        |        |        |        |        |        |        |
| GP Nowej Zelandii – Auckland | GP Europy – Bydgoszcz | GP Szwecji – Göteborg  | GP Czech – Praga     | GP Wielkiej Brytanii – Cardiff | GP Polski – Gorzów Wielkopolski | GP Danii – Kopenhaga           | GP Włoch – Terenzano            | GP Łotwy – Dyneburg             | GP Słowenii – Krško   | GP Skandynawii – Solna | GP Polski – Toruń        | miejsce | miejsce | miejsce | miejsce | miejsce | miejsce | miejsce | miejsce | miejsce | miejsce | punkty | punkty | punkty | punkty | punkty | punkty | punkty | punkty | punkty | punkty |        |
| –                            | –                     | 6                      | –                    | –                              | –                               | –                              | –                               | –                               | –                     | –                      | –                        | 21      | 21      | 21      | 21      | 21      | 21      | 21      | 21      | 21      | 21      | 6      | 6      | 6      | 6      | 6      | 6      | 6      | 6      | 6      | 6      |        |
| Sezon 2014                   |                       |                        |                      |                                |                                 |                                |                                 |                                 |                       |                        |                          |         |         |         |         |         |         |         |         |         |         |        |        |        |        |        |        |        |        |        |        |        |
| GP Nowej Zelandii – Auckland | GP Europy – Bydgoszcz | GP Finlandii – Tampere | GP Czech – Praga     | GP Szwecji – Målilla           | GP Danii – Kopenhaga            | GP Wielkiej Brytanii – Cardiff | GP Łotwy – Dyneburg             | GP Polski – Gorzów Wielkopolski | GP Nordyckie – Vojens | GP Skandynawii – Solna | GP Polski – Toruń        | miejsce | miejsce | miejsce | miejsce | miejsce | miejsce | miejsce | miejsce | miejsce | miejsce | punkty | punkty | punkty | punkty | punkty | punkty | punkty | punkty | punkty | punkty |        |
| –                            | –                     | –                      | –                    | 0                              | –                               | –                              | –                               | –                               | –                     | –                      | –                        | 36      | 36      | 36      | 36      | 36      | 36      | 36      | 36      | 36      | 36      | 0      | 0      | 0      | 0      | 0      | 0      | 0      | 0      | 0      | 0      |        |
| Sezon 2017                   |                       |                        |                      |                                |                                 |                                |                                 |                                 |                       |                        |                          |         |         |         |         |         |         |         |         |         |         |        |        |        |        |        |        |        |        |        |        |        |
| GP Słowenii – Krško          | GP Polski – Warszawa  | GP Łotwy – Dyneburg    | GP Czech – Praga     | GP Danii – Horsens             | GP Wielkiej Brytanii – Cardiff  | GP Szwecji – Målilla           | GP Polski – Gorzów Wielkopolski | GP Niemiec – Teterow            | GP Sztokholmu – Solna | GP Polski – Toruń      | GP Australii – Melbourne | miejsce | miejsce | miejsce | miejsce | miejsce | miejsce | miejsce | miejsce | miejsce | miejsce | punkty | punkty | punkty | punkty | punkty | punkty | punkty | punkty | punkty | punkty |        |
| –                            | –                     | –                      | –                    | –                              | –                               | 2                              | –                               | –                               | –                     | –                      | –                        | 32      | 32      | 32      | 32      | 32      | 32      | 32      | 32      | 32      | 32      | 2      | 2      | 2      | 2      | 2      | 2      | 2      | 2      | 2      | 2      |        |

| Statystyki        | Statystyki |
| ----------------- | ---------- |
| Starty            | 4          |
| Zwycięstwa        | 0          |
| Miejsca na podium | 0          |
| Finalista         | 0          |
| Punkty            | 9          |